# Владимирово (Монтанська область)
Владими́рово (болг. Владимирово) — село в Монтанській області Болгарії. Входить до складу общини Бойчиновці.

## Населення
За даними перепису населення 2011 року у селі проживали 1409 осіб.
Національний склад населення села:
| Національність   | Кількість осіб | Відсоток |
| ---------------- | -------------- | -------- |
| болгари          | 1125           | 82,7%    |
| цигани           | 186            | 13,7%    |
| не визначились   | 47             | 3,5%     |
| Всього відповіли | 1360           |          |

Розподіл населення за віком у 2011 році:
Динаміка населення: